# Gablenz
Gablenz (in alto sorabo: Jabłońc) è un comune della Sassonia, in Germania.

Appartiene al circondario (Landkreis) di Görlitz (targa GR) ed è parte della comunità amministrativa (Verwaltungsgemeinschaft) di Bad Muskau.
Il comune è famoso anche per il "Parco dei rododendri di Kromlau" che ha il famoso "ponte del diavolo".

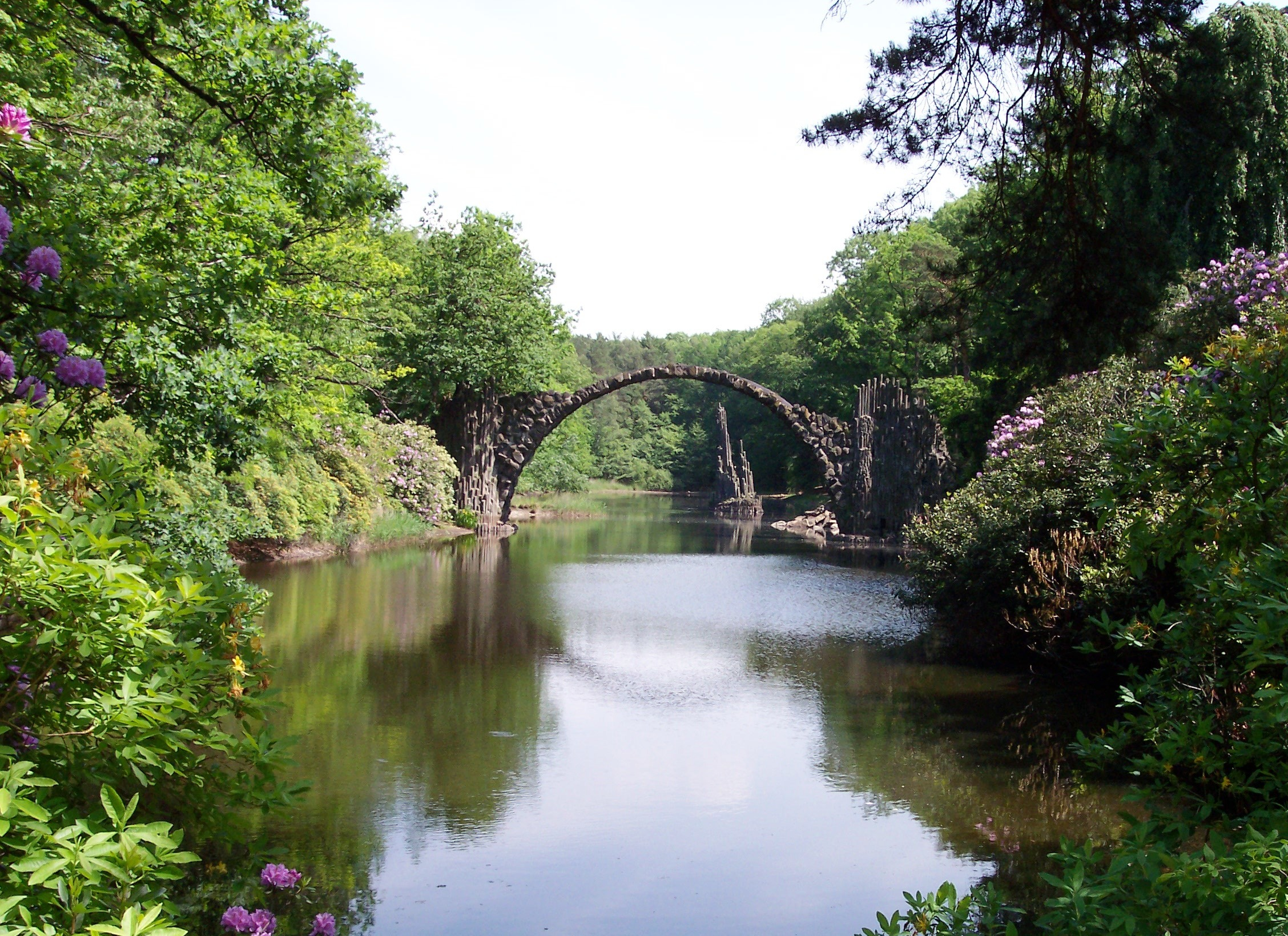
Il "ponte del diavolo"